# Copa México 1991/92
Die Copa México 1991/92 war die 38. Austragung des Fußball-Pokalwettbewerbs seit Einführung des Profifußballs in Mexiko. Teilnahmeberechtigt waren die 20 Mannschaften, die in der Saison 1991/92 in der höchsten Spielklasse vertreten waren. Pokalsieger wurde zum ersten und bisher auch einzigen Mal die Mannschaft des CF Monterrey. Ebenfalls zum bisher einzigen Mal kam es im Finale des Pokalwettbewerbs zu einem rein nordmexikanischen Duell der Rayados mit den Cobras aus der Grenzstadt Ciudad Juárez.

## Modus
Die Vorrunde wurde in Gruppenbegegnungen ausgetragen. Es gab fünf Gruppen, die aus jeweils vier Mannschaften bestanden. Die Mannschaften innerhalb derselben Gruppe trafen je zweimal aufeinander. Die fünf Gruppensieger sowie die drei punktbesten Gruppenzweiten (mit jeweils acht Punkten) qualifizierten sich für das Viertelfinale, das ebenso wie das Halbfinale und das Finale im K.O.-Verfahren mit jeweils einer Begegnung entschieden wurde.

## Vorrunde
Die Begegnungen der Vorrunde wurden zwischen dem 9. und 29. August 1991 ausgetragen.

### Gruppe 1

#### Kreuztabelle
| Gruppe 1       | CAZ | MTY | GDL | QFC |
| -------------- | --- | --- | --- | --- |
| CD Cruz Azul   |     | 2:0 | 1:1 | 2:1 |
| CF Monterrey   | 4:2 |     | 1:0 | 1:0 |
| CD Guadalajara | 0:3 | 3:0 |     | 1:0 |
| Querétaro FC   | 1:1 | 1:3 | 2:0 |     |

#### Tabelle
| Pl. | Verein         | Sp. | S | U | N | Tore    | Diff. | Punkte |
| --- | -------------- | --- | - | - | - | ------- | ----- | ------ |
| 1.  | CD Cruz Azul   | 6   | 3 | 2 | 1 | 011:700 | +4    | 08:40  |
| 1.  | CF Monterrey   | 6   | 4 | 0 | 2 | 009:800 | +1    | 08:40  |
| 3.  | CD Guadalajara | 6   | 2 | 1 | 3 | 005:700 | −2    | 05:70  |
| 4.  | Querétaro FC   | 6   | 1 | 1 | 4 | 005:800 | −3    | 03:90  |

### Gruppe 2

#### Kreuztabelle
| Gruppe 2      | UAG | AME | VER | SAN |
| ------------- | --- | --- | --- | --- |
| UAG Tecos     |     | 0:1 | 2:0 | 4:2 |
| Club América  | 1:3 |     | 2:1 | 3:1 |
| CD Veracruz   | 3:2 | 1:0 |     | 5:1 |
| Santos Laguna | 0:0 | 2:2 | 2:1 |     |

#### Tabelle
| Pl. | Verein        | Sp. | S | U | N | Tore    | Diff. | Punkte |
| --- | ------------- | --- | - | - | - | ------- | ----- | ------ |
| 1.  | UAG Tecos     | 6   | 3 | 1 | 2 | 011:700 | +4    | 07:50  |
| 2.  | UAG Tecos     | 6   | 3 | 1 | 2 | 009:800 | +1    | 07:50  |
| 3.  | CD Veracruz   | 6   | 3 | 0 | 3 | 011:900 | +2    | 06:60  |
| 4.  | Santos Laguna | 6   | 1 | 2 | 3 | 008:150 | −7    | 04:80  |

### Gruppe 3

#### Kreuztabelle
| Gruppe 3             | PUE | UDG | UNL | UNM |
| -------------------- | --- | --- | --- | --- |
| Puebla FC            |     | 2:0 | 1:1 | 1:1 |
| Univ. de Guadalajara | 2:2 |     | 0:0 | 2:0 |
| UANL Tigres          | 1:4 | 1:1 |     | 5:1 |
| UNAM Pumas           | 0:1 | 0:3 | 3:3 |     |

#### Tabelle
| Pl. | Verein               | Sp. | S | U | N | Tore    | Diff. | Punkte |
| --- | -------------------- | --- | - | - | - | ------- | ----- | ------ |
| 1.  | Puebla FC            | 6   | 3 | 3 | 0 | 011:500 | +6    | 09:30  |
| 2.  | Univ. de Guadalajara | 6   | 2 | 3 | 1 | 008:500 | +3    | 07:50  |
| 3.  | UANL Tigres          | 6   | 1 | 4 | 1 | 011:100 | +1    | 06:60  |
| 4.  | UNAM Pumas           | 6   | 0 | 2 | 4 | 005:150 | −10   | 02:10  |

### Gruppe 4

#### Kreuztabelle
| Gruppe 4             | COB | LEO | NEC | MOR |
| -------------------- | --- | --- | --- | --- |
| Cobras Ciudad Juárez |     | 0:0 | 1:0 | 1:0 |
| Club León            | 2:1 |     | 3:2 | 2:1 |
| Club Necaxa          | 0:1 | 4:0 |     | 3:0 |
| Atlético Morelia     | 0:2 | 0:0 | 0:4 |     |

#### Tabelle
| Pl. | Verein               | Sp. | S | U | N | Tore    | Diff. | Punkte |
| --- | -------------------- | --- | - | - | - | ------- | ----- | ------ |
| 1.  | Cobras Ciudad Juárez | 6   | 4 | 1 | 1 | 006:200 | +4    | 09:30  |
| 2.  | Club León            | 6   | 3 | 2 | 1 | 007:800 | −1    | 08:40  |
| 3.  | Club Necaxa          | 6   | 3 | 0 | 3 | 013:500 | +8    | 06:60  |
| 4.  | Atlético Morelia     | 6   | 0 | 1 | 5 | 001:120 | −11   | 01:11  |

### Gruppe 5

#### Kreuztabelle
| Gruppe 5         | ATE | ATS | UAT | TOL |
| ---------------- | --- | --- | --- | --- |
| CF Atlante       |     | 0:0 | 5:1 | 2:1 |
| CF Atlas         | 2:0 |     | 2:2 | 2:0 |
| UAT Correcaminos | 0:1 | 1:0 |     | 3:0 |
| Deportivo Toluca | 1:1 | 1:2 | 0:0 |     |

#### Tabelle
| Pl. | Verein           | Sp. | S | U | N | Tore    | Diff. | Punkte |
| --- | ---------------- | --- | - | - | - | ------- | ----- | ------ |
| 1.  | CF Atlante       | 6   | 3 | 2 | 1 | 009:500 | +4    | 08:40  |
| 1.  | CF Atlas         | 6   | 3 | 2 | 1 | 008:400 | +4    | 08:40  |
| 3.  | UAT Correcaminos | 6   | 2 | 2 | 2 | 007:800 | −1    | 06:60  |
| 4.  | Deportivo Toluca | 6   | 0 | 2 | 4 | 003:100 | −7    | 02:10  |

## Viertelfinale
Die Begegnungen des Viertelfinals fanden am 1. September 1991 statt. Die beiden erstgenannten Spiele wurden im Estadio Cuauhtémoc von Puebla ausgetragen, die beiden anderen Begegnungen im Estadio Olímpico Benito Juárez von Ciudad Juárez.
|                      | Ergebnis        |              |
| -------------------- | --------------- | ------------ |
| Puebla FC            | 1:1 (2:3 i. E.) | CF Monterrey |
| CD Cruz Azul         | 2:1             | CF Atlas     |
| CF Atlante           | 4:1             | Club León    |
| Cobras Ciudad Juárez | 2:0             | UAG Tecos    |

## Halbfinale
Die Halbfinals wurden am 4. September 1991 ausgetragen. Die Begegnung zwischen Monterrey und Cruz Azul fand im Estadio Cuauhtémoc von Puebla statt, während die Cobras erneut Heimrecht genossen.
|                      | Ergebnis        |              |
| -------------------- | --------------- | ------------ |
| CF Monterrey         | 2:1             | CD Cruz Azul |
| Cobras Ciudad Juárez | 0:0 (5:3 i. E.) | CF Atlante   |

## Finale
Das Finale wurde am 8. September 1991 im Estadio Tecnológico von Monterrey ausgetragen. Trotz des frühen Führungstreffers der Cobras durch den honduranischen Stürmer Eduardo Bennett bereits in der ersten Minute ging der CF Monterrey mit einer 2:1-Führung in die Pause und hatte mit seiner 4:1-Führung nach 70 Minuten bereits frühzeitig für eine Vorentscheidung zu seinen Gunsten gesorgt. Germán Martellotto und Guillermo Vázquez waren die jeweils zweifachen Torschützen der Gastgeber. Das 4:2 durch Víctor Cossio zehn Minuten vor dem Abpfiff war dann nur noch Ergebniskosmetik. 
|              | Ergebnis |                      |
| ------------ | -------- | -------------------- |
| CF Monterrey | 4:2      | Cobras Ciudad Juárez |

Mit der folgenden Mannschaft gewann der CF Monterrey den Pokalwettbewerb der Saison 1991/92:
Tirzo Carpizo – Antonio González, Rafael Bautista, Alejandro Hisis, Guillermo Muñoz – Guillermo Vázquez, Alberto „Guamerú“ García, Germán Martellotto – Missael Espinoza, Luis Antonio Valdez, Francisco Javier Cruz; Trainer: Miguel Mejía Barón.